# Nawaj
Nawaj – miejscowość w Egipcie, w muhafazie Al-Minja. W 2006 roku liczyła 15 581 mieszkańców.